# Pīshīklū
Pīshīklū (persiska: پشیکلو, پیشیکلو) är en ort i Iran.   Den ligger i provinsen Östazarbaijan, i den nordvästra delen av landet, 500 km nordväst om huvudstaden Teheran. Pīshīklū ligger 2 155 meter över havet och antalet invånare är 353.
Terrängen runt Pīshīklū är kuperad. Runt Pīshīklū är det ganska glesbefolkat, med 39 invånare per kvadratkilometer. Närmaste större samhälle är Kargān-e Qadīm, 18,4 km norr om Pīshīklū. Trakten runt Pīshīklū består i huvudsak av gräsmarker.